# Cerje Jesenjsko
Cerje Jesenjsko is een plaats in de gemeente Jesenje in de Kroatische provincie Krapina-Zagorje. De plaats telt 176 inwoners (2001).